# 巴恩斯·沃利斯
巴恩斯·內維爾·沃利斯爵士 CBE FRS RDI FRAeS（1887年9月26日—1979年10月30日），英国科学家、工程师和发明家，第二次世界大战期间因发明了英国皇家空军在惩戒行动中攻击鲁尔河谷大坝的弹跳炸弹而闻名。1955年电影《轰炸鲁尔水坝记》中由演员迈克尔·雷德格雷夫饰演。